# Ipomoea viridis
Ipomoea viridis är en vindeväxtart som beskrevs av Jacques Denys Denis Choisy. Ipomoea viridis ingår i släktet praktvindor, och familjen vindeväxter. Inga underarter finns listade i Catalogue of Life.